# Eisenbahnunfall von Guasave
Bei dem Eisenbahnunfall von Guasave am 9. August 1989 stürzte ein Personenzug bei Guasave, im Bundesstaat Sinaloa, Mexiko, von einer Brücke. 112 Menschen starben.

## Ausgangslage
Der Personenzug mit dem Spitznamen „El Burro“ („der Esel“) war von Mazatlan, das er am Vortag um 19:45 Uhr verlassen hatte, nach Mexicali unterwegs. Er bestand aus einer Lokomotive und 11 Wagen, in denen sich etwa 360 Reisende befanden. Bei Guasave quert die Bahnstrecke den Fluss San Rafael über eine Brücke.
In den sechs Stunden vor dem Unfall hatten die stärksten Niederschläge seit 50 Jahren stattgefunden. Sie brachten eine Regenmenge von etwa 50 Litern pro Quadratmeter.

## Unfallhergang
Nach den heftigen Regenfällen war ein Staudamm übergelaufen und die daraus resultierende Flutwelle hatte die Fundamente der Eisenbahnbrücke unterspült. Als der Zug sie gegen 4:00 Uhr morgens befuhr, brach sie unter dessen Gewicht zusammen. Ein Teil des Zuges stürzte aus einer Höhe von etwa 8 Metern in den Fluss.

## Folgen
112 Menschen starben, die meisten ertranken, 205 weitere wurden verletzt.